# Glafira
Glafira (en llatí Glaphyra, en grec antic Γλαφύρα) fou una dona grega molt maca que segons Dió Cassi era una hetera o prostituta.
Els seus encants van aconseguir que Marc Antoni donés el títol de rei de Capadòcia al seu jove fill Arquelau (besnet del general Arquelau), probablement l'any 41 aC. Marc Antoni tenia llaços clientelars amb la família dels Arquelau però sembla que els encants de Glafira el van ajudar força a prendre la decisió. La seva filla, també anomenada Glafira, es va casar amb Alexandre, fill d'Herodes el Gran i a la mort d'aquest l'any 6 aC, aquesta Glafira es va casar amb el seu germanastre Arquelau de Judea que havia estat casat abans amb Mariamne III.